# Mitra coffea
Mitra (Mitra) coffea, tên tiếng Anh: coffee mitre, là một loài ốc biển, là động vật thân mềm chân bụng sống ở biển trong họ Mitridae, họ ốc méo miệng.

## Miêu tả
Loài này có kích thước giữa 32 mm and 60 mm

## Phân bố
Chúng phân bố ở Ấn Độ Dương dọc theo Madagascar, Mauritius và vùng bể Mascarene; ở Thái Bình Dương dọc theo Tahiti và Hawaii